# Plecia concava
Plecia concava är en tvåvingeart som beskrevs av Hardy 1942. Plecia concava ingår i släktet Plecia och familjen hårmyggor.
Artens utbredningsområde är Guatemala. Inga underarter finns listade i Catalogue of Life.